# Lumbini (zona amministrativa)
Lumbinī (लुम्बिनी in lingua nepalese, italianizzato in Lumbinii) è una ex zona amministrativa del Nepal, famosa per aver dato i natali a Gautama Buddha. Come tutte le zone è stata soppressa nel 2015.
Il territorio ha una superficie di 8,975 km², e una popolazione di 2.526.868 persone (censimento 2001). Faceva parte della Regione di Sviluppo Occidentale e il suo capoluogo è Butwal.

## Geografia antropica

### Suddivisioni amministrative

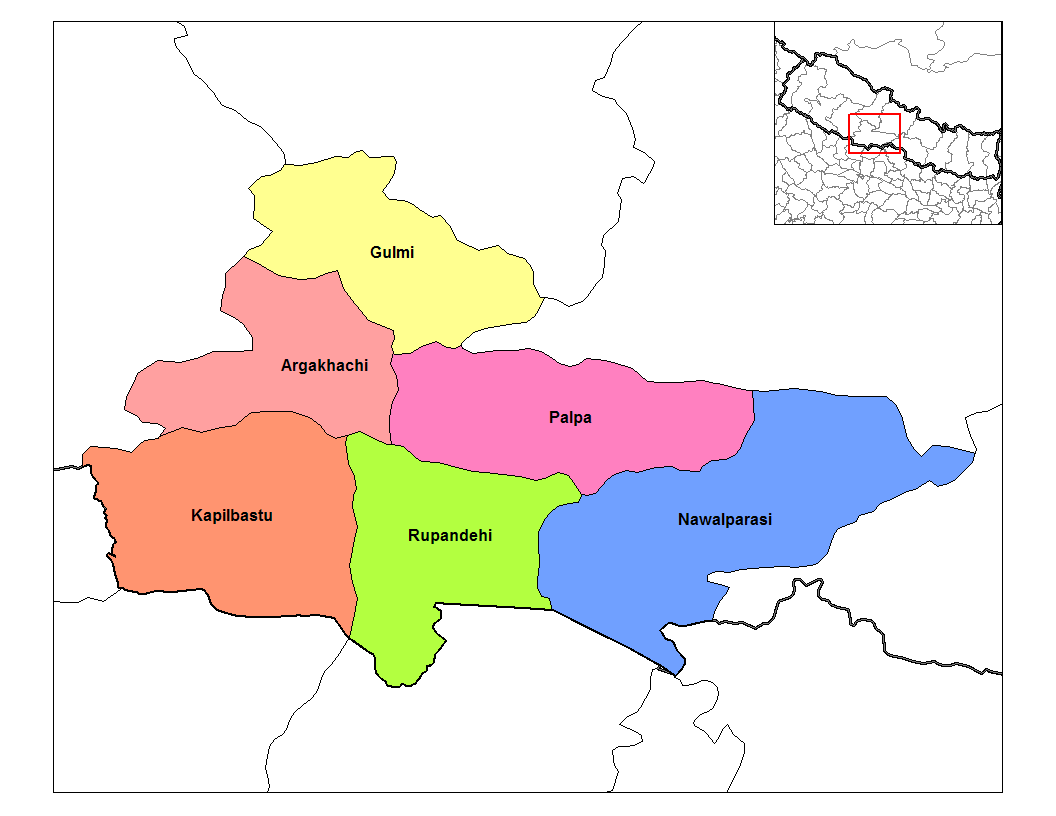
I distretti della Zona di Lumbini

La Zona di Lumbini si suddivide in 6 distretti:
| Distretti          | Capitali        |
| ------------------ | --------------- |
| Arghakhanchi       | Sandhikharka    |
| Gulmi              | Tamghas         |
| Kapilvastu         | Taulihawa       |
| Nawalparasi        | Parasi          |
| Distretto di Palpa | Tansen          |
| Rupandehi          | Siddharthanagar |